# The Hansom Cabman
The Hansom Cabman è un cortometraggio statunitense del 1924, diretto da Harry Edwards, con Harry Langdon.

## Trama
La mattina del giorno del proprio matrimonio con Betty Bright, Harry Doolittle si risveglia in stato confusionale dovuto ai bagordi della notte precedente. Con suo grande stupore si presenta da lui un'altra donna che asserisce di essere sua moglie, e che si sarebbero sposati la notte passata.
Betty e la madre scoprono la spiacevole notizia, ed il padre di Betty, un giudice, riesce a far rinchiudere Harry in galera nell'attesa di stabilire il da farsi. Risulta però che la sedicente moglie di Harry era solo un'attrice, assoldata da un creditore dell'uomo nel contorto tentativo di farsi pagare gli arretrati. Quando Betty e la famiglia scoprono il malinteso, Harry è evaso, e, all'oscuro di tutto, fugge.